# パンツァー・リート
パンツァーリート（独：Panzerlied）は、1933年に作られたドイツの行進歌である。

## 概要
アドルフ・ホフマン（Adolf Hoffmann）作曲、クルト・ヴィーレ（Kurt Wiehle）作詞。元のメロディーは「ルイスカリート（Luiskalied）」という漁師の歌から取られているといわれる。第1次大戦後のフライコールの行進歌「鋼鉄の軍勢（Die eiserne Schar）」が偶然に「ルイスカリート」のメロディーを借用しており、ここからパンツァーリートが作られ、後に親衛隊歌集に収録された。ナチス・ドイツ時代に作られた曲であるが、戦後もドイツ連邦陸軍で歌詞を一部変更しながら歌われていた。しかし、親衛隊の歌が収録されているのは問題であるという指摘がなされたため、2017年5月にドイツ国防省は「現代の価値観に合致しない」として、この歌や「ハシバミの実は焦げ茶色」、「ヴェスターヴァルトの歌（Das Westerwaldlied）」など、ナチス時代の楽曲の使用を停止した。
2006年、ドイツ連邦軍の参謀総長が来日した際、自衛隊の音楽隊はこの歌を歓迎会で原語の歌唱付きで演奏し遠来の賓客を驚かせた。これ以後、陸上自衛隊音楽隊では「パンツァーリート」を演奏するようになり、第1師団の音楽隊や、東部方面音楽隊がこの曲を定期演奏会で何度か演奏した。
この歌はドイツ以外の国の軍隊にも採用され、一例としてフランス陸軍の第501戦車連隊は行進曲として、また同国の外人部隊は「白いケピ（Képi blanc）」という軍歌のメロディーとして用いている。イタリアのフォルゴーレ空挺旅団では「山でも海でも（Sui monti sui mar）」のタイトルで部隊歌に採用している。オーストリア軍では前半のメロディーが異なるバージョンが存在する。
なお、ドイツ語の「Panzer」は現代戦においては戦車・装甲車両などを表す語であり、ドイツ軍戦車の登場する作品で使われることが多い（後述）が、この曲が誕生した1933年当時のドイツは、ヴェルサイユ条約によって戦車の開発を禁じられていた。

## 歌詞　ドイツ語と日本語
| 原詩(ドイツ語) | 和訳例(参考) |
| --- | --- |
| 1. Ob's stürmt oder schneit, Ob die Sonne uns lacht, Der Tag glühend heiß Oder eiskalt die Nacht. \|:Bestaubt sind die Gesichter, Doch froh ist unser Sinn, Ja unser Sinn; Es braust unser Panzer Im Sturmwind dahin. :\|  | 嵐も雪も 太陽燦々たる 灼熱の日も 凍てつく夜も \|:顔が埃に塗れんとも 陽気なり我等が心 然り、我等が心 驀進するは我等が戦車 暴風の只中を:\|                                                       |
| 2. Mit donnernden Motoren, Geschwind wie der Blitz, Dem Feinde entgegen, Im Panzer geschützt. \|:Voraus den Kameraden, Im Kampf steh'n wir allein, Steh'n wir allein, So stoßen wir tief In die feindlichen Reihn. :\|     | 発動機の唸りと共に 疾風迅雷の如く 敵に立ち向かい 装甲をして護らしむ \|:戦友たちに先駆けて 戦場に我等は独り立つ 然り、我等は独り立つ 斯くて我等は貫徹す 敵の隊伍の中を:\|                       |
| 3. Wenn vor uns ein feindliches Heer dann erscheint, Wird Vollgas gegeben Und ran an den Feind! \|:Was gilt denn unser Leben Für unseres Reiches Heer? Ja Reiches Heer Für Deutschland zu sterben Ist uns höchste Ehr. :\| | 我等が眼前に 敵軍現れたる時は 全力を以て これに当たらん！ \|:何ぞ我等が命を資するに値せん そは我が帝国陸軍が為ならんや？ 然り、帝国陸軍が為なり ドイツが為に死ぬるこそ 我等が最たる誉れなれ:\| |
| 4. Mit Sperren und Minen Hält der Gegner uns auf, Wir lachen darüber Und fahren nicht drauf. \|:Und droh'n vor uns Geschütze, Versteckt im gelben Sand, Im gelben Sand, Wir suchen uns Wege, Die keiner sonst fand. :\|    | 障壁や地雷をして 敵が我等に対抗せんとも 我等はそれを嘲笑し その先へ進まん \|:火器の脅威が 潜む黄砂に 然り、黄砂に 我等は未だ誰も見ぬ 道を征くなり:\|                                           |
| 5. Und läßt uns im Stich Einst das treulose Glück, Und kehren wir nicht mehr Zur Heimat zurück, \|:Trifft uns die Todeskugel, Ruft uns das Schicksal ab, Ja Schicksal ab, Dann wird uns der Panzer Ein ehernes Grab. :\|   | 遂に我等は見放さる 運命の裏切りに そして再び 祖国の土を踏むこと能わず \|:我等を射抜く死弾をして 我等を宿命に従わしむ 嗚呼、宿命に従わしむ 斯くて戦車は 栄誉ある墓標とならん:\|                 |

- |: - :|繰り返し、コーラス

## 使用作品

### 映画
- バルジ大作戦 - オープニング曲以下、全編で「パンツァー・リート」の旋律を変奏した曲を散りばめているので、ほぼこの映画のテーマ曲となっていると言ってよいが、何よりも物語冒頭、ドイツ軍戦車兵たちが片足を踏み鳴らしながら斉唱するシーンが有名。ただし1番のみを繰り返している。
- T-34 レジェンド・オブ・ウォー - 後半の機甲師団の演習シーンで指揮官棟のラジオから流されている。音源はバルジ大作戦のものを使用。

### ゲーム
- パンツァーフロント　- ドイツ軍戦車のBGMとしてこのメロディーが使用されている。
- 鋼鉄の騎士2
- ADVANCED WORLD WAR 〜千年帝国の興亡〜 - 歌唱付きだが、原詞とは異なる[5]。
- 新コンバットチョロQ - ラスボス・Qシュタイン皇帝戦のBGMに酷似した楽曲が使われている。
- Hearts of Iron IV - ドイツのBGMとして使われている。
- ガールズ&パンツァー - PS4/Switch版ゲーム「ガールズ&パンツァー ドリームタンクマッチ」でBGMとして使用。

### 小説
- 宇宙一の無責任男 - 惑星連合宇宙軍海兵隊の愛唱歌として登場。1番のみをエンドレスで歌うのが作中の時代での定番だとされている。
- 地球移動作戦 - 特撮映画『妖星ゴラス』をオマージュした山本弘の作品。戦車を宇宙船に置き換えた「シュテルンシフリート」という替え歌が登場する。

### アニメ
- ガールズ&パンツァー - 第11話で黒森峰女学園のドイツ戦車が進む場面のBGMに使用されている（サウンドトラックにも収録）。劇場版でも引き続き使用され、各校の戦車が集結するシーンでは黒森峰のテーマとしてメドレーに組み込まれている。